# إبراهيم البطوط
إبراهيم البطوط (20 سبتمبر 1963) هو مخرج مصري.

## روابط ومراجع خارجية
- مدونة إيثاكي (عربي)
- مقال عن إبراهيم البطوط في الأهرام ويكلي (إنجليزي)
- مقال عن إيثاكي لجوزيف فهيم (إنجليزي)
- مقال عن عين شمس لجوزيف فهيم (إنجليزي)
- مقالة في الحياة  (عربي)
- جوائز روري بيك 2003
- http://www.iloubnan.info/en/detail/16/67528